# Plumbobetafite
La plumbobetafite è un minerale non riconosciuto dall'IMA nell'ambito della revisione del supergruppo del pirocloro.